# Слуга (филм из 1973)
Слуга је црно-бели југословенски ТВ филм из 1973. године. Режирао га је Горан Паскаљевић по сопственом сценарију.

## Радња
Филм је рађен по мотивима народне приповетке и говори о томе како се од судбине не може побећи. Радња је смештена у неодређену забит пре неколико векова. Богати газда не може да има потомство иако има младу жену. На свом имању запошљава непознатог пролазника кроз њихов крај с намером да му обезбеди наследника.
Остварење је премијерно приказано на првом програму РТВ Београд 5. маја 1973. године.

## Улоге
| Глумац                   | Улога        |
| ------------------------ | ------------ |
| Велимир Бата Живојиновић | Слуга        |
| Љиљана Газдић            | Газдина жена |
| Душан Јанићијевић        | Разбојник    |
| Бранислав Цига Јеринић   | Газда        |
| Павле Вуисић             | Воденичар    |
| Миња Војводић            | Разбојник    |